# Pelochyta dorsicincta
Pelochyta dorsicincta là một loài bướm đêm thuộc phân họ Arctiinae, họ Erebidae.